# Windows Forms

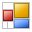

Windows Forms est le nom de l'interface graphique qui est incluse dans le framework .NET, fournissant l'accès via du Managed code à l'API Windows. Depuis la sortie de .NET 3.0 en 2006, Windows Forms est destiné à être remplacé par un autre système d'interface graphique, Windows Presentation Foundation.

## Complexité d'utilisation
Pour les développeurs, il est moins complexe d'utilisation que les MFC (basés sur C++), mais il n'offre pas de paradigme comparable au Modèle-Vue-Contrôleur. Des bibliothèques logicielles tierces ont été créées pour rajouter cette fonctionnalité. La plus largement utilisée est User Interface Process Application Block.

## Implémentation équivalente
Le projet Mono veut créer un standard ECMA compatible avec Framework .NET.

## Exemple de programme source
Voici un exemple de programme source hello world en C# :
```
using
 
System.Windows.Forms
;

using
 
System
;

 

public
 
class
 
SalutMonde

{

   
[STAThread]

   
public
 
static
 
void
 
Main
()
 
{

      
MessageBox
.
Show
(
"Hello World!"
);

   
}

}

```